# Alan I, conde de Richmond
Alain le Noir o Alain de Bretagne, Alain, conde de Bretaña y, a veces , Alain de Penthièvre o Alain III el Negro (en latín: Alan Niger ) (Bretaña, 1107 – 15   de septembre de 1146), Señor de Richmond entre 1135/1138–1146, Conde de Cornualles entre 1140 y 1141 en Inglaterra y señor de Tréguier (o Guingamp) en Bretaña, fue un destacado barón anglobretón, activo durante el reinado de Esteban I.

## Biografía

### Orígenes y primeros años
Era el hijo menor de Esteban, conde de Penthièvre y Havoise de Guingamp. En 1137 se casó con Berta de Bretaña, hija y heredera del duque Conan III de Bretaña y Matilde de Normandía, hija ilegítima de Enrique I. 
A la muerte de su padre, Alan heredó sus propiedades en Inglaterra, que eran herencia de sus tíos paternos, mientras que el patrimonio familiar, el condado de Penthièvre (con el condado de Trégor y los señoríos de Goëlo y Avaugoir), fueron repartidos entre sus hermanos Geoffroy II de Penthièvre y Henri. Esta división probablemente ya estaba acordada de antemano, ya que Alain ya actuaba como señor de Richmond desde 1123. 

### En Inglaterra
Alain es designado a menudo como Conde de Richmond, aunque no hay constancia de su creación.Parece que su creación está implícita y que tendría los mismos poderes sobre Richmondshire que el resto de condes sobre sus territorios.
Durante el periodo de la Anarquía, sirvió en las filas del rey Esteban de Inglaterra contra Matilde y hacia 1140, entró en conflicto con su vecino Guillermo el Gordo, conde de York, por el control de las posesiones de Gilberto de Gante, su primo hermano, durante su minoría de edad.
También en 1140, fue enviado por el rey a Cornualles para enfrentar a Reginald de Dunstanville, conde de Cornualles partidario de Matilde de Inglaterra Alain consiguió aislar a su adversario, que sólo controlaba únicamente el territorio adyacente a un único castillo (probablemente el de Launceston)  Alain sería nombrado conde de Cornualles e incluso celebró  un juicio en Bodmin.
En 1140, tras la recuperación por parte de Esteban de la ciudad y el castillo de Lincoln de manos de Ranufo de Gernon, conde de Chester, el rey ordena atacar los otros castillos de Ranulf en la región. Alain captura Galclint (identificado como el castillo de Belvoir)  al expulsar a William d'Aubigné. Toma también los castillos de Howden y Ripon, que guarneció con tropas leales al rey.  Más tarde se unió al rey en Lincoln con tropas de Yorkshire, que había movilizado con la ayuda de Guillermo el Gordo, conde de York 
El 2 de febrero de 1141 luchó con la batalla de Lincoln, durante la cual el rey fue capturado y que según Juan de Hexham, huyó incluso antes de que comenzara la batalla. Hay dos versiones diferentes de lo que hizo pocos días después de la batalla. Según la Gesta Stephani, intentó capturar al conde de Chester, pero fracasó y fue capturado y encarcelado,tras lo que tuvo que entregar la fortaleza de Belvoir y jurar lealtad a Ranulfo de Gernon.
Según John de Hexham, Alan fue capturado tras ser engañado por el conde de Chester cuando le pidió parlamento, ocurriendo de forma paralela a estos acontecimientos la recuperación del condado de Cornualles por parte de Reginald de Dunstanville.
Su conflicto con el conde de York se reanudó en 1142, y Esteban tuvo que viajar a Yorkshire para evitar una guerra abierta entre los dos barones, ambos aliados suyos  En 1143 ayudó a William Cumin, usurpador de la diócesis de Durham, en la defensa de Durham contra las fuerzas del obispo legítimo Guillermo de Santa Bárbara.
No fue un gran defensor de la iglesia, aunque al final de su carrera esto parece haber cambiado. Para H. A. Cronne, sus seguidores intervinieron en el arresto de Roger de Salisbury y sus sobrinos en 1139.Hacia finales de 1140 participó en la destrucción de propiedades eclesiásticas en el arzobispado de York y en 1144, dañó la iglesia de Rippon. 
También en 1143, estuvo en conflicto con el conde de York y Ranulph de Gernon por la custodia de las propiedades de Adam . ( II ) de Brus durante su minoría de edad.

### En Bretaña
En Bretaña, Alain parece haber ocupado el señorío de Tréguier (o Guingamp) que originalmente había sido propiedad de su hermano Henri, a consecuencia de la división del condado de Penthièvre realizada por su padre Étienne. La parte principal se conocía como señorío de Penthièvre (o Lamballe)y parece ser que se convenció a Henry para renunciar a ella y no casarse.  En 1145 es Alain el que confirma una donación hecha por su padre a la abadía de Guingamp, lo que prueba que era él el que tenía la suzeranía de ese territorio.También en esas circunstancias se realiza la fundación de la abadía cisterciense de Notre-Dame de Coatmalouen, “hija” de la abadía de Bgard. 
En un estudio reciente, Stéphane Morin cree que el repudio de Hoël III de Bretaña por su padre Conan III de Bretaña debido a su posible ilegitimidad, señalada por Pierre Le Baud pero ignorada por cronistas contemporáneos como Robert de Thorigny está relacionada con las actividades de Alain el Negro, descendiente por línea masculina directa del Conde de Bretaña Éon I de la casa de Rennes, para restablecer su linaje tras su unión con Berta de Bretaña, hija de Conan III y poner punto final a la usurpación de la casa de Cornouaille  .

### Muerte
A su muerte en 1146, su hijo Conan era menor de edad. Su derecho al honor de Richmond no fue reconocido hasta 1153-1154. Alain murió en Bretaña y fue enterrado en la abadía de Bgard. 

## Familia y descendientes
Casado con Berta de Bretaña en 1137, futura duquesa de Bretaña, tuvieron tres hijos:
- Conan IV el Joven (1138 - 1171), duque de Bretaña;
- Constance de Penthièvre († después de 1184), esposa del vizconde Alain III de Rohan ;
- Enoguen de Penthièvre († 1187), abadesa de San Suplicio de Rennes en 1171.